# Randall Davidson
Randall Thomas Davidson (Edimburgo, 7 de abril de 1848-Londres, 25 de mayo de 1930) GCVO, PC fue un primado de la Iglesia de Inglaterra y líder espiritual de la Comunión anglicana; primer y único barón Davidson of Lambeth. Fue un orador destacado en debates parlamentarios sobre moralidad y asuntos nacionales.

## Biografía
Nació en una familia presbiteriana escocesa, y estudió en la Harrow School y el Trinity College (Oxford), donde se graduó en 1871. 
En 1875, Davidson fue ordenado diácono. Inicialmente trabajó como capellán de Archibald Campbell Tait cuando era arzobispo de Canterbury y se casó con la hija. Al fallecer Tait, se mudó al Palacio de Lambeth como capellán de su sucesor Edward White Benson.
Como confidente de la reina Victoria, Davidson fue nombrado deán de Windsor en la Capilla de San Jorge en 1883. También fue obispo de Rochester y Winchester antes de convertirse en arzobispo de Canterbury en 1903.
Davidson fue el primer arzobispo de Canterbury en renunciar. Todos sus predecesores murieron en el cargo. Después de su renuncia, fue elevado a la nobleza hereditaria el 14 de noviembre de 1928 como barón Davidson de Lambeth, Lambeth en el condado de Londres. El título también incluía un asiento en la Cámara de los Lores. En los años 1929 y 1930, un total de siete discursos parlamentarios de él fueron grabados en el Hansard.
No tuvo hijos, por lo que su título nobiliario expiró cuando murió el 25 de mayo de 1930. Fue enterrado en el jardín del claustro de la Catedral de Canterbury.